# Эйхманс, Фёдор Иванович
Фёдор Ива́нович Э́йхманс (латыш. Teodors Eihmans; родился 25 апреля 1897 года, хутор Вец-Юдупи, Грос-Эзернская волость, Гольдингенский уезд, Курляндская губерния, Российская империя — казнён 3 сентября 1938 года, «Коммунарка», Московская область, РСФСР, СССР) — ответственный сотрудник ВЧК — ОГПУ — НКВД СССР. Бывший латышский стрелок. Участник репрессий времён Гражданской войны в РСФСР (1917/18—22). 
Первый комендант Соловецкого лагеря особого назначения (СЛОНа). Начальник УЛаг ОГПУ в апреле—июне 1930 года. В 1932—1937 гг. — начальник отделения шифрования специального отдела ОГПУ — НКВД СССР. Майор госбезопасности (1935). 
Расстрелян в 1938 году, реабилитирован посмертно (1956).

## Биография
Родился на хуторе Вец-Юдупи Грос-Эзернской волости Гольдингенского уезда Курляндской губернии в латышской семье.
Работал в типографии рассыльным (1909), служащим магазина «Мюр и Мерилиз» в Москве. В 1916 году окончил эвакуированный в Москву Рижский политехнический институт. В составе дивизии латышских стрелков участвовал в Первой мировой войне, после ранения весной 1917 года демобилизовался. Работал слесарем на одном из петроградских заводов. В 1917 году вступил в РСДРП(б) (по другим данным член РКП(б) с 1918 г.). В органах ВЧК-ГПУ-НКВД с 1918 года — сотрудник Петроградской ЧК, затем в знаменитом «поезде Троцкого», исполнял обязанности его коменданта.

### Гражданская война в Туркестане
В сентябре 1920 года, с переносом военных действий Красной армии в Среднюю Азию, Эйхманс назначается в особый отдел Туркестанского фронта на должность начальника активной части, а затем — начальником Казалинского отделения ЧК. Участник Гражданской войны в Туркестане.
В 1920 г. по рекомендации Я. Х. Петерса назначен председателем Семиреченской областной ЧК, в которую входили Чуйская, Нарынская и Иссык-Кульская области. В этот период сопротивление власти большевиков в Семиречье организовывалось через казачьи части А. И. Дутова, Б. В. Анненкова и А. С. Бакича, которые базировались на китайской территории. Под руководством Я. Х. Петерса при участии Эйхманса, Я. Х. Давыдова, зампредседателя Семиреченской ЧК Соколовского и начальника отдела по борьбе с контрреволюцией Семиреченской ЧК Гришина чекисты разработали и осуществили в 1921 г. первую в истории советской разведки операцию по ликвидации Дутова. В окружение атамана были внедрены несколько агентов, выдававших себя за лидеров казахского националистического подполья, во главе с чекистом Касымом Чанышевым. Они вошли в доверие к Дутову и встречались с ним приватно, что и было использовано в одну из ночей в январе 1921 г. Группа захвата первоначально планировала захватить атамана живым и вывезти в Советскую Россию для суда, однако возникшая суматоха спутала планы, и Дутов был убит. Чекистам удалось остаться невредимыми, что говорит о хорошем оперативном планировании непростой спецоперации, за которую её организаторы и исполнители были награждены .
В ЧК Туркестана работал под началом Г. И. Бокия, с которым впоследствии работал всю жизнь. С 1922 года — начальник 2-го отделения Восточного отдела ГПУ, отвечавшего за борьбу с контрреволюционной деятельностью в Средней Азии и Среднем Востоке. Награждён знаком 5 лет ВЧК-ОГПУ.

### Соловецкий лагерь особого назначения
С 12 октября 1923 года — начальник управления первого в Советском Союзе исправительно-трудового Соловецкого лагеря особого назначения.
Положение о Соловецких лагерях особого назначения ОГПУ (2 октября 1924 г) предусматривало, что «работы заключенных имеют воспитательно-трудовое значение, ставя своей целью приохотить и приучить к труду отбывающих наказание, дав им возможность по выходе из лагерей жить честной трудовой жизнью и быть полезными гражданами СССР». В этом документе были оговорены разные меры дисциплинарных наказаний за отказ от работы, невыполнение наряда, порчу инструмента, неподчинение, однако экономические методы стимулирования труда практически не оговаривались. В этот период и работу удавалось найти далеко не всем, поэтому во второй половине 1924 года ОГПУ было вынуждено дополнительно выделить на содержание лагеря 600 тысяч рублей.
В 1924 году на Соловки попал бывший одесский коммерсант Нафталий Аронович Френкель. В это время в лагере сформировалась структура администрации Управления СЛОН, где за развитие производственной деятельности отвечали производственно-техническая часть (ведала предприятиями, заводами и мастерскими; техническими, строительно-ремонтными и лесными разработками; рабочей силой и её целесообразным использованием; организацией обрабатывающей и добывающей промышленности) и хозяйственная часть (контроль рыбных и зверобойных промыслов; работа подсобно-ремонтных мастерских; заготовка и снабжение материалами, сырьем и хозяйственным инвентарем всех производственно-технических предприятий, заводов и промыслов; реализация). В 1926 г. все эти функции были объединены в эксплуатационно-производственном отделе экономической части (ЭПО ЭКЧ), которую возглавил заключённый Н. А. Френкель. Его нововведением была замена стандартного пайка на четкий дифференцированный метод распределения пищи в зависимости от выработки и категории трудоспособности заключённых, что позволило резко увеличить производительность труда.
Одной из главных задач Френкеля была «разработка методов и способов продуктивности работ при организации их на рациональных началах». Если в 1925 г. начальник УСЛОН Ф. И. Эйхманс в докладе об экономическом состоянии лагерей признавал, что «…рабочую силу на Соловках при наличии наших предприятий использовать негде», то уже в 1928 г. он отметил, что ситуация поменялась на противоположную: численность заключённых выросла с 5872 чел. до 21900 чел., из которых на контрагентских строительных и лесозаготовительных работах на материке было занято около 10 тысяч человек. Лагерь превратился в многоотраслевую промышленную зону, успешно работавшую в производстве различных видов продукции, в том числе на экспорт.
В мае 1926 года по ходатайству Эйхманса коллегия ОГПУ сократила вдвое срок заключения Н. Френкелю, а 23 июня 1927 г. он был досрочно освобождён. Позднее Френкель стал одним из видных организаторов инфраструктурного строительства в СССР, генерал-лейтенантом инженерных войск НКВД.
С 1925 года в СЛОН разворачивается культурно-просветительная работа, издаются многотиражная еженедельная газета «Новые Соловки» и ежемесячный журнал «Соловецкие острова» — орган Управления Соловецкими Лагерями Особого Назначения и партийного коллектива РКП (б). Редактором журнала значится Ф. И. Эйхманс.
Осуждая преступивших уголовный закон, газета показывала примеры перевоспитания уголовников, среди которых «выявилось немало талантливых самородков», которые через приобщение к культурной работе и коллективу отказываются от дурных привычек «игры в карты, ругани, и пр.».
С 1924 года в лагере активно работало состоящее из заключённых Соловецкое отделение Архангельского общества краеведения (СОАОК), которое по предложению Академии наук в 1926 году стало самостоятельным — Соловецким обществом краеведения (СОК). За обществом были закреплены библиотека, превышавшая 30 тысяч томов (в том числе редкие книги из монастырского собрания), и краеведческий музей, под охрану которого были поставлены памятники церковной архитектуры. К периоду 1925—1930 годов относится расцвет лагерного театра, в котором играли заключённые, в том числе профессиональные актёры и музыканты. Только за 1925 год театром было дано 139 спектаклей, 40 концертов, проведено 37 киносеансов. В лагере работали спортивные секции футбола, хоккея с мячом, лыж, лёгкой атлетики.
С 1925 года в СЛОН, как и на предприятиях советской промышленности на материке, начала использоваться сдельная оплата труда заключённых в зависимости от объёмов выработки. ЭПО ЭКЧ с 1925 г. разрабатывал расценки на продукцию, что уже к апрелю 1926 года вызвало взлёт объёмов производства. Росту оплаты труда способствовало использование труда заключённых по контрактам со строительными, лесозаготовительными, добывающими организациями. В исправительно-трудовых учреждениях книжка ударника позволяла получать дополнительное питание, отправлять 3-4 письма в месяц вместо одного, а также переводить семьям до 50 % получаемых денежных премий.
Стимулами участия в социалистическом соревновании стали индивидуальное досрочное освобождение, групповое досрочное освобождение лучших артелей, сокращение сроков заключения, премирование (прогрессивное, индивидуальное, групповое), улучшение жилищных условий и котлового довольствия, первоочередной отпуск товаров (продуктов ларьков).

### В контрразведке
С 20 мая 1929 года Ф. И. Эйхманс — начальник 3-го отделения спецотдела ОГПУ СССР (внешняя контрразведка).

### Первый начальник ГУЛага
Опыт Соловецкого лагеря стал основой Постановления Политбюро ЦК ВКП(б) и СНК СССР «Об использовании труда уголовно заключенных» 1929 г., положившего начало системе ГУЛАГ. Интересно, что эта система в плане организации моральных стимулов не отличалась от производства на «воле»: страна ждала творческой инициативы и энтузиазма со стороны не только рабочего класса, но и заключённых. Они так же боролись за переходящие Красные знамёна, занесение имён на доску почёта, участвовали в движении ударников.
Для руководства исправительно-трудовыми лагерями 25 апреля 1930 г. было образовано Управление исправительно-трудовых лагерей, которое до 16 июня 1930 года возглавлял Эйхманс. На него было возложено руководство всеми лагерями ОГПУ того времени: Соловецким, Вишерским, Северным, Казахстанским, Дальневосточным, Сибирским и Среднеазиатским. С октября 1930 г. управление стало производственным Главком ОГПУ.

### Вайгачская экспедиция
На арктическом острове Вайгач в Карском море ещё в 1921 году экспедиция под руководством Н. А. Кулика обнаружила месторождения полиметаллических руд. С началом индустриализации стране остро были необходимы цветные металлы, а в 1930 году анализы залежей руды на Вайгаче показали наличие промышленных количеств золота, серебра и платины. На Вайгач срочно была направлена экспедиция ОГПУ под № 45 во главе с Ф. И. Эйхмансом.
В июле 1930 года в бухте Варнек высадилась первая группа членов экспедиции из 132 человек, из которых 125 являлись заключёнными. Им надлежало подготовиться к зимовке. Экспедиция была секретной: анализы руды производились в Москве, куда с Вайгача отправлялись пароходом в Архангельск, а оттуда самолётом в столицу. Условия жизни были очень суровыми: зимой температура до минус 40 градусов, ветры, вьюги. Чтобы передвигаться между постройками, натягивали веревки, за которые держались. Однако срок заключения зачитывался ускоренно: год за два.
Эйхманс проявил себя как умелый администратор, организовавший строительство поселка, быт и порядок. В поселке не было разграничения между заключёнными и вольнонаёмными: они жили рядом, работали вместе и свободно общались, могли совершать прогулки по окрестностям без всякого специального разрешения или пропусков, организовывать состязания на лыжах. В подписанном им 23 июля 1930 года приказе № 1 говорилось: «По согласованию с руководящим составом ОГПУ объявляю, что все заключенные Вайгачской экспедиции будут пользоваться исключительными льготами и преимуществами при применении не только досрочного освобождения, но и после освобождения каждому заключенному будут предоставлены средства и возможности для дальнейшей жизни с одновременным снятием как всех прежних, так и последней судимостей, если они этого заслужат своей работой и искренним желанием идти в ногу с трудовым населением Советского государства».
Ко второй зимовке на Вайгач доставили пароходом изготовленные в Архангельске срубы шести бараков, домов для начальника, для охраны и вольнонаёмных. Была построена обогатительная фабрика и смонтирована дизельная электростанция. Снабжение экспедиции продуктами постоянно улучшалось: в рационе работающих были не только картофель, лук, морковь, но даже клюквенный экстракт против цинги. Магазином пользовались на равных условиях все члены экспедиции, в том числе заключённые. Последним не продавалось только спиртное.
К сентябрю 1931 года пароход «Глеб Бокий» доставил на остров очередную партию заключённых, и количество членов экспедиции выросло до 334, а затем до 1100.
Эйхманс был начальником Вайгачской экспедиции ОГПУ до марта 1932 года. Поскольку анализы геологических образцов показали, что на Вайгаче драгоценных металлов нет, однако имеются запасы свинцово-цинковых и медных руд, а также флюоритов в районе Амдермы. Фёдор Иванович выступил с инициативой создания при проектируемом Доме культуры постоянной выставки экспонатов и фотографий богатств вайгачского и амдерминского месторождений. Однако его идею реализовал уже новый руководитель экспедиции: Эйхманса решили отозвать в Москву. При возвращении он с беременной женой чуть не погиб вместе с экипажем полярного лётчика Ф. Б. Фариха, после вынужденной посадки в тайге. В Москву Эйхмансы попали только в июне, а в августе у них родилась дочь.

### Шифровальщик
В 1932—1937 — заместитель начальника Спецотдела (9-го отдела) ОГПУ- НКВД СССР (начальником отдела был Г. И. Бокий), начальник 3-го отделения 9-го отдела ГУГБ НКВД СССР. Отделение из трёх человек вело шифровальные работы и руководило криптографией, организовывало шифрсвязь с заграничными представительствами СССР.
Майор ГБ (09.12.1935 г.).

### Награды
Знак «Почётный работник ВЧК-ОГПУ (V)»

### Арест и расстрел
22 июля 1937 года арестован как «сообщник врага народа Бокия» (следствием был обвинён в троцкизме). Внесён в сталинский расстрельный список от 20 августа 1938 года (список № 3 — «Быв. сотрудники НКВД») по 1-й категории («за» — И. Сталин и В. Молотов). Осуждён ВКВС СССР к расстрелу 3 сентября 1938 года по статьям 58-6 («шпионаж»), 58-8 («террористические намерения»), 58-11 («участие в антисоветской организации в органах НКВД») УК РСФСР. Расстрелян в тот же день вместе с майором ГБ В. П. Карелиным, капитаном ГБ Д. А. Белогорским, капитаном ГБ Н. Д. Пиком и другими. Место захоронения — спецобъект УНКВД МО «Коммунарка». Посмертно реабилитирован ВКВС СССР 25 июля 1956 года.

### Семья
- Первая жена — имя?, погибла в ночь с 8 на 9 июля 1921 года во время катастрофического Алма-Атинского селя. Сам Эйхманс был ранен[30].
- Вторая жена — Галина Емельяновна, урождённая Николаева. Её отец, бывший царский офицер, был осуждён на 10 лет ИТЛ. Он был назначен исполнять обязанности старшего офицера ледокола «Малыгин» в Вайгачской экспедиции, так как у него был опыт арктической навигации[31].
  - Дочь — Эльвира Фёдоровна Эйхманс (род. 12 августа 1932, Москва), проживала в США[a].

## Адреса в Москве
В момент ареста проживал по адресу улица Петровка, дом 25а, кв. 29 — жилой дом работников милиции НКВД.

## Упоминания в литературе
Стал прототипом одного из главных действующих лиц романа Захара Прилепина «Обитель». В конце романа приведена биография Ф. Эйхманиса (Ф. Эйхманса).

## Комментарии
1. ↑  По свидетельству Юрия Бродского, «начальник СЛОНа Эйхманс женился своеобразно: к одному из заключённых приехала очень красивая девушка — дочь. Эйхманс пообещал ей, что отпустит её отца (и отпустил — тогда такое было возможно), если она выйдет за него замуж. Вышла, родилась дочь»[32]